# Былинкин, Николай Петрович
Николай Петрович Былинкин (26 ноября 1900, Тверь — 1993, Москва) — советский архитектор и педагог. Кандидат архитектуры, профессор, член-корреспондент Академии строительства и архитектуры СССР, Заслуженный архитектор РСФСР (1970), лауреат Государственной премии СССР (1979). Член Союза архитекторов СССР (1935), член КПСС (1940).

## Биография
Николай Былинкин родился 26 ноября 1900 года в Твери в семье рабочего-котельщика. В 1930 году окончил Ленинградский Политехнический институт. Был оставлен преподавателем по кафедре архитектурного проектирования у профессора А. Е. Белогруда.
Одновременно работал в Бюро капитального строительства Политехнического института. Участвовал в проектировании и строительстве лабораторного корпуса гидротехнического института (ныне ВНИИГ им. Б. Е. Веденеева). Был автором проектов новых корпусов общежитий Политехнического института и тарировочной лаборатории. В конце 1931 года приказом Наркомтяжпрома переведён в Ленинградский гипровтуз. В 1933 году был переведён в Москву в Горстройпроект. Занимал должность заместителя руководителя архитектурно-планировочной мастерской, а затем — её руководителя. Его мастерская занималась планировкой и застройкой Новокузнецка, Кемерова, Херсона, районов Ферганы, Орска, Казани и других городов.
С 1938 года — заведующий отделом типов и стандартов госкомитета по строительству при СНК СССР. В отделе были впервые разработаны стандарты на окна и двери для жилищного и культурно-бытового строительства и на детали для сантехоборудования. В 1937 году в соавторстве с А. М. Зальцманом и П. Н. Блохиным разработал серии типовых блок-секций для массового жилищного строительства. Входил в государственную комиссию по реконструкции ВСХВ. В 1940 году возглавил только что созданный институт массового строительства Академии архитектуры СССР. В институте проводились работы по методике типового проектирования, по разработке модульной системы, по заводскому изготовлению деревянных малоэтажных зданий.
Во время Великой Отечественной войны был уполномоченным СНК СССР по строительству для эвакуированных заводов и населения в Свердловске. В 1942 году переехал в Чимкент вместе с эвакуированной Академией архитектуры СССР. Там он разработал нормы для проектирования жилищного строительства (восстановительный период).
Написал множество научных статей по архитектуре. В 1944 году избран членом-корреспондентом Академии архитектуры СССР. Провёл глубокое исследование, посвящённое влиянию климата на архитектуру народного жилища. В 1948 году защитил диссертацию на тему «Архитектура и климат». В 1951 году избран членом президиума Академии и секретарём-академиком. В 1955 году, во время реорганизации Академии архитектуры СССР в Академию строительства и архитектуры СССР, стал директором Института теории и истории архитектуры. С 1957 года — заместитель главного учёного секретаря Академии строительства и архитектуры СССР. В 1958 году избран членом-корреспондентом Академии строительства и архитектуры СССР. После ликвидации Академии в 1963 году до 1971 года работал заместителем начальника Управления научно-исследовательских работ Госстроя СССР. С 1971 года полностью посвятил себя преподавательской деятельности.
С 1943 года преподавал в Московском архитектурном институте (профессор с 1974 года). Впервые (совместно с В. Шквариковым) начал читать курс истории советской архитектуры. С 1971 года вместе с К. Афанасьевым читал курс архитектурной типологии зданий.
По проектам Н. П. Былинкина после войны было построено множество зданий и сооружений. Совместно с С. Райтманом и Н. Левинским построил квартал 2-3-х этажных жилых домов с детскими учреждениями для Магнитогорска. С теми же соавторами разработал серию типовых гостиниц на 50, 100 и 150 мест, утверждённую к строительству в 1943—1950 годах. С ними же принимал участие в конкурсе проектов Дома Советов в Сталинграде (1947). Завершил работу Г. П. Гольца, погибшего в 1946 году, по планировке и застройке центра Смоленска. Совместно с сыновьями участвовал в конкурсе на проект здания президиума Академи наук СССР (3-я премия).
Член Союза архитекторов СССР с 1937 года. Член правления Московской организации Союза архитекторов с 1937 по 1950 год. Секретарь правления Союза архитекторов СССР в 1964—1970 годах. Член секретариата Союза архитекторов с 1970 года.
Жил в Москве в Доме архитекторов на Ростовской набережной. Умер в 1993 году. Похоронен на Кунцевском кладбище.

## Семья
- Сын — Илья Николаевич Былинкин (1932—2006) — архитектор, художник. Муж актрисы Марианны Вертинской[6].
  - Внучка — Александра Ильинична Вертинская (род. 1969) — художница, телеведущая, дизайнер интерьеров, декоратор.
- Сын — Максим Николаевич Былинкин (1938—1986) — архитектор[6].

## Награды и премии
- Государственная премия СССР (1979) — за «Всеобщую историю архитектуры» в 12 томах[7].
- Заслуженный архитектор РСФСР (1970)[1]
- Орден «Знак Почёта» (16.09.1939) — за участие в организации, строительстве и оформлении ВСХВ[8]